# Ferrari 312 F1
La Ferrari 312 F1 è un'automobile monoposto sportiva di Formula 1, che gareggiò tra il 1966 e il 1969. Sin dal suo debutto si dimostrò più sfortunata che competitiva, tanto che in quattro anni di attività vinse solo tre gran premi, di cui due nel 1966 e uno nel 1968. Per quanto partita tra le prime posizioni nella maggior parte delle gare (comprese sette pole position), raramente riuscì a terminare la corsa. Il 1968 fu comunque un anno storico in quanto vide l'introduzione dell'alettone posteriore proprio con la 312 F1.

## Sviluppo
La prima 312 del 1966 disponeva di un motore derivato dalla Sport 275P del 1965 e che discendeva dai motori della 250TR del 1959-60. Malgrado l'elevata potenza nominale (circa 360 cavalli) la macchina era tuttavia penalizzata da un elevato peso minimo (circa 600 kg). La prima evoluzione si ebbe al Gran Premio d'Italia di quell'anno, allorché il motore venne dotato della testata a 36 valvole (tre valvole per cilindro: due di aspirazione ed una di scarico) e la potenza passò a 375 cavalli. 

## La Stagione 1966
La Ferrari venne data per favorita ed effettivamente John Surtees vinse il GP del Belgio. Ma poi l'inglese lasciò la scuderia per alcuni dissidi con essa e da lì in poi arrivò solo un'altra vittoria al GP di casa con Ludovico Scarfiotti. A metà stagione oltre al pilota la scuderia cambiò anche fornitore di gomme, passando dalla Dunlop alla Firestone. La scuderia inoltre non partecipò a due Gran Premi della stagione, quello di Gran Bretagna per uno sciopero e quello del Messico invece perché ormai ininfluente ai fini del campionato. Questo fu comunque l'anno dai migliori risultati per la 312, con un secondo posto finale in classifica costruttori. 

## La stagione 1967
Per la stagione 1967 la 312 venne profondamente modificata: furono adottati i cerchi in lega di magnesio a cinque raggi della Campagnolo, utilizzando la carrozzeria in fibra di vetro il peso minimo scese a 530 kg e la potenza del motore fu elevata a 390 cavalli; infine, al Gran Premio d'Italia venne definitivamente adottata la testata a 48 valvole per una potenza massima di circa 410 cavalli. La vettura fu guidata da Chris Amon (per tutta la stagione), Mike Parkes, Ludovico Scarfiotti (entrambi però solo in pochi gran premi) e Lorenzo Bandini. Quest'ultimo però morì a Monaco. Durante la stagione furono conquistati quattro terzi posti grazie a Chris Amon, ma nessuna vittoria e solo quinto posto nella classifica costruttori con 20 punti.

## La stagione 1968
La 312 F1 del 1968 fu la terza della serie e differiva dalle precedenti in termini di una maggiore profilatura del musetto e della carrozzeria; la grande novità fu l'introduzione delle appendici aerodinamiche al Gran Premio del Belgio: in particolare l'alettone posteriore fu dotato di comando idraulico, che consentiva al pilota di variare l'incidenza in funzione del tratto di pista percorso; nel 1968 corse con Chris Amon, Jacky Ickx e occasionalmente con Andrea De Adamich e Derek Bell. Fu conquistata solo una vittoria con Jacky Ickx in Francia. La squadra concluse l'anno migliorando il bottino di punti rispetto all'anno prima (37 contro 20), ma nei costruttori la Ferrari fu solo quarta, e la vettura era molto spesso lontana dalla lotta per la vittoria.

## La stagione 1969
L'ultima evoluzione del 1969 fu caratterizzata dall'incremento di potenza (436 CV a 11000 giri/minuto) e, dopo il Gran Premio di Spagna, dall'alettone posteriore fisso e di dimensioni ridotte. Passato Jacky Ickx alla Brabham, le sorti della scuderia furono affidate a Chris Amon, ma quest'ultimo se ne andò a metà stagione, stufo della non competitività della sua Ferrari e fu quindi sostituito da Pedro Rodríguez; il 1969 fu l'anno peggiore per la 312, poiché furono conquistati appena sette punti nell'intera stagione (record negativo per la Ferrari), non si aggiudicò alcuna vittoria e fu molto spesso vittima di problemi meccanici (il più importante avvenne in Spagna dove Amon, partito secondo si ritrovò al comando del GP grazie agli incidenti delle due Lotus ma si dovette ritirare al 56º giro per problemi al motore), il miglior risultato fu un terzo posto di Amon in Olanda. A Maranello comunque lo sviluppo della vettura si era già interrotto per concentrarsi meglio sulla prossima vettura, la Ferrari 312B.

## Scheda tecnica
- Lunghezza: 4,050 m
- Larghezza: 1,550 m (anteriore)/1,557 m (posteriore)
- Peso: 595 Kg nel 1966; 530 Kg dal 1967 al 1969
- Passo: 2,400 m
- Telaio: Struttura tubolare in acciaio con pannelli in alluminio rivettati in doppia parete
- Trazione: posteriore
- Cambio: 5 marce e retromarcia
- Freni: a disco Girling
- Motore:
  - Num. cilindri e disposizione: 12 a V 60°
  - Valvole: 24 fino al GP Italia del 1966, 36 fino al GP Italia del 1967 e 48 dal GP Italia del 1967
  - Cilindrata: 2985,5 cm³
  - Potenza: 360 CV a 9600 giri fino al GP Italia 1966; 375 CV a 10000 giri fino al termine della stagione 1966; 390 CV a 10000 giri fino al GP Italia del 1967; 410/415 CV a 10600 giri fino al termine della stagione 1968; 436 CV a 11000 giri nel 1969
  - Alesaggio: 77 × 53,5 mm
- Velocità massima: 310 km/h

## Evoluzione

### 312/1966
Ne furono costruiti tre esemplari per il 1966:
Chassis 010: usato in sette gran premi, è la vettura con cui Surtees si aggiudicò il Gran Premio del Belgio 1966 (oltre, all'esordio, il non titolato Gran Premio di Siracusa 1966. Con essa nella seconda parte di stagione corse Lorenzo Bandini.
Chassis 011: Usato da Scarfiotti nel vittorioso Gran Premio d'Italia 1966. Disputò solo altre corse non valide per il titolo nel 1967.
Chassis 012: Usato anche in alcune gare del 1967 da Mike Parkes con essa, si aggiudicò l'International Trophy 1967.

### 312/1967
Quattro gli esemplari (tutti con numerazione dispari) per questa vettura che esordì nella Race of Champions 1967 e che non colse nessuna vittoria nel 1967 né nel 1968:
Chassis 001: è la vettura con cui rimase ucciso Lorenzo Bandini a Montecarlo.
Chassis 003: Fu usata da Chris Amon nel 1967, da Jonathan Williams nel Gran Premio del Messico e da Jackie Ickx in quattro gare nel 1968.
Chassis 005: Usata prima da Scarfiotti (due gare), quindi da Amon, infine da Andrea De Adamich (Gran Premio di Spagna 1967 (non titolato), Gran Premio del Sudafrica 1968 e Race of Champions 1968.
Chassis 007: la vettura usata da Chris Amon a fine 1967 ed inizio 1968, quindi da Derek Bell alla Gold Cup 1968 e nel Gran Premio degli Stati Uniti 1968.

### 312/1968
Tre gli esemplari di questa vettura:
Chassis 009: è la vettura con cui la Ferrari tornò alla vittoria con Jacky Ickx nel Gran Premio di Francia 1968, fu poi usata da Bell, Amon e Pedro Rodríguez nel 1968-69.
Chassis 011: vettura utilizzata esclusivamente da Chris Amon nel 1968 (due secondi posti).
Chassis 015: usata da Jackie Ickx in tre gare nel finale della stagione 1968.

### 312/1969
Solo due esemplari costruiti di questa vettura, in un anno assai travagliato:
Chassis 017: utilizzato prima da Amon e poi da Rodriguez.
Chassis 019: oltre che i due piloti citati, è la vettura su cui avrebbe dovuto correre Ernesto Brambilla nel Gran Premio d'Italia 1969.

## Risultati completi
| Anno | Team                       | Motore  | Gomme | Piloti     |     |   |    |  |     |     |     |     |  | Punti   | Pos. |
| ---- | -------------------------- | ------- | ----- | ---------- | --- | - | -- |  | --- | --- | --- | --- |  | ------- | ---- |
| 1966 | Scuderia Ferrari SEFAC SpA | Ferrari | D F   | Scarfiotti |     |   |    |  |     |     | 1   |     |  | 21 (22) | 2º   |
| 1966 | Scuderia Ferrari SEFAC SpA | Ferrari | D F   | Bandini    |     |   | NC |  | 6   | 6   | Rit | Rit |  | 21 (22) | 2º   |
| 1966 | Scuderia Ferrari SEFAC SpA | Ferrari | D F   | Parkes     |     |   | 2  |  | Rit | Rit | 2   |     |  | 21 (22) | 2º   |
| 1966 | Scuderia Ferrari SEFAC SpA | Ferrari | D F   | Surtees    | Rit | 1 |    |  |     |     |     |     |  | 21 (22) | 2º   |

| Anno | Team                       | Motore  | Gomme | Piloti     |  |      |   |     |     |   |   |   |     |     |    | Punti | Pos. |
| ---- | -------------------------- | ------- | ----- | ---------- |  | ---- | - | --- | --- | - | - | - | --- | --- | -- | ----- | ---- |
| 1967 | Scuderia Ferrari SEFAC SpA | Ferrari | F     | Amon       |  | 3    | 4 | 3   | Rit | 3 | 3 | 6 | 7   | Rit | 9* | 20    | 5º   |
| 1967 | Scuderia Ferrari SEFAC SpA | Ferrari | F     | Scarfiotti |  |      | 6 | NC  |     |   |   |   | Rit |     |    | 20    | 5º   |
| 1967 | Scuderia Ferrari SEFAC SpA | Ferrari | F     | Bandini    |  | Rit† |   |     |     |   |   |   |     |     |    | 20    | 5º   |
| 1967 | Scuderia Ferrari SEFAC SpA | Ferrari | F     | Parkes     |  |      | 5 | Rit |     |   |   |   |     |     |    | 20    | 5º   |
| 1967 | Scuderia Ferrari SEFAC SpA | Ferrari | F     | Williams   |  |      |   |     |     |   |   |   |     |     | 8  | 20    | 5º   |

| Anno | Team                       | Motore       | Gomme | Piloti     |     |     |  |     |   |    |   |     |     |     |     |     | Punti | Pos. |
| ---- | -------------------------- | ------------ | ----- | ---------- | --- | --- |  | --- | - | -- | - | --- | --- | --- | --- | --- | ----- | ---- |
| 1968 | Scuderia Ferrari SEFAC SpA | Ferrari 242C | F     | Amon       | 4   | Rit |  | Rit | 6 | 10 | 2 | Rit | Rit | Rit | Rit | Rit | 37    | 4º   |
| 1968 | Scuderia Ferrari SEFAC SpA | Ferrari 242C | F     | Ickx       | Rit | Rit |  | 3   | 4 | 1  | 3 | 4   | 3   | NP  |     | Rit | 37    | 4º   |
| 1968 | Scuderia Ferrari SEFAC SpA | Ferrari 242C | F     | De Adamich | Rit |     |  |     |   |    |   |     |     |     |     |     | 37    | 4º   |
| 1968 | Scuderia Ferrari SEFAC SpA | Ferrari 242C | F     | Bell       |     |     |  |     |   |    |   |     | Rit |     | Rit |     | 37    | 4º   |

| Anno | Team                                                  | Motore       | Gomme | Piloti      |     |     |     |    |     |     |  |    |     |    |   | Punti | Pos. |
| ---- | ----------------------------------------------------- | ------------ | ----- | ----------- | --- | --- | --- | -- | --- | --- |  | -- | --- | -- | - | ----- | ---- |
| 1969 | Scuderia Ferrari SEFAC SpA North American Racing Team | Ferrari 255C | F     | Amon        | Rit | Rit | Rit | 3  | Rit | Rit |  |    |     |    |   | 7     | 5º   |
| 1969 | Scuderia Ferrari SEFAC SpA North American Racing Team | Ferrari 255C | F     | P.Rodríguez |     |     |     | NA |     | Rit |  | 6  | Rit | 5  | 7 | 7     | 5º   |
| 1969 | Scuderia Ferrari SEFAC SpA North American Racing Team | Ferrari 255C | F     | Brambilla   |     |     |     |    |     |     |  | NP |     | NP |   | 7     | 5º   |

| Legenda | 1º posto     | 2º posto | 3º posto    | A punti         | Senza punti/Non class.  | Grassetto – Pole position Corsivo – Giro più veloce |
| Legenda | Squalificato | Ritirato | Non partito | Non qualificato | Solo prove/Terzo pilota | Grassetto – Pole position Corsivo – Giro più veloce |

(*) Indica quei piloti che non hanno terminato la gara ma sono ugualmente classificati avendo coperto, come previsto dal regolamento, almeno il 90% della distanza totale.